# 楯ヶ崎

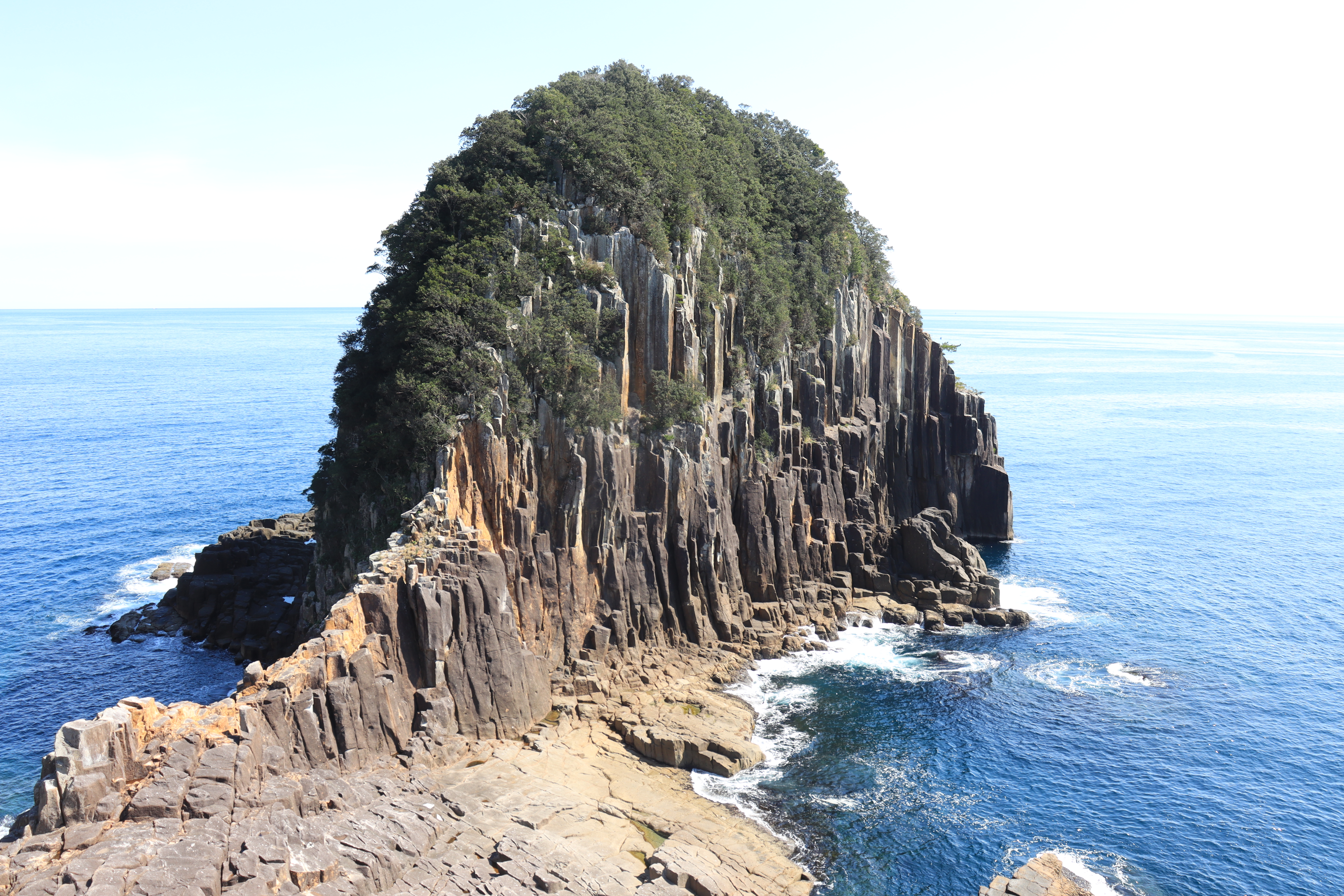
楯ヶ崎、南西斜面に柱状節理の岩壁

楯ヶ崎（たてがさき）は、三重県熊野市甫母町の海岸にある岩塊。

## 概要
熊野市の二木島湾の北側（北緯33度55分52秒 東経136度12分47秒 / 北緯33.93111度 東経136.21306度）にある高さ約80m、周囲約550mの岩塊。玄武岩を主体とし、柱状節理が発達している。『紀伊続風土記』によれば熊野灘に楯を並べたように見えることから名付けられたという。イシダイをはじめとするタイの釣り場として知られる。
神武天皇上陸地との伝説があり、増基法師は
| 「 | 神のたたかひたる処とて、楯をついたるやうなる巌どもあり | 」 |

と記している。

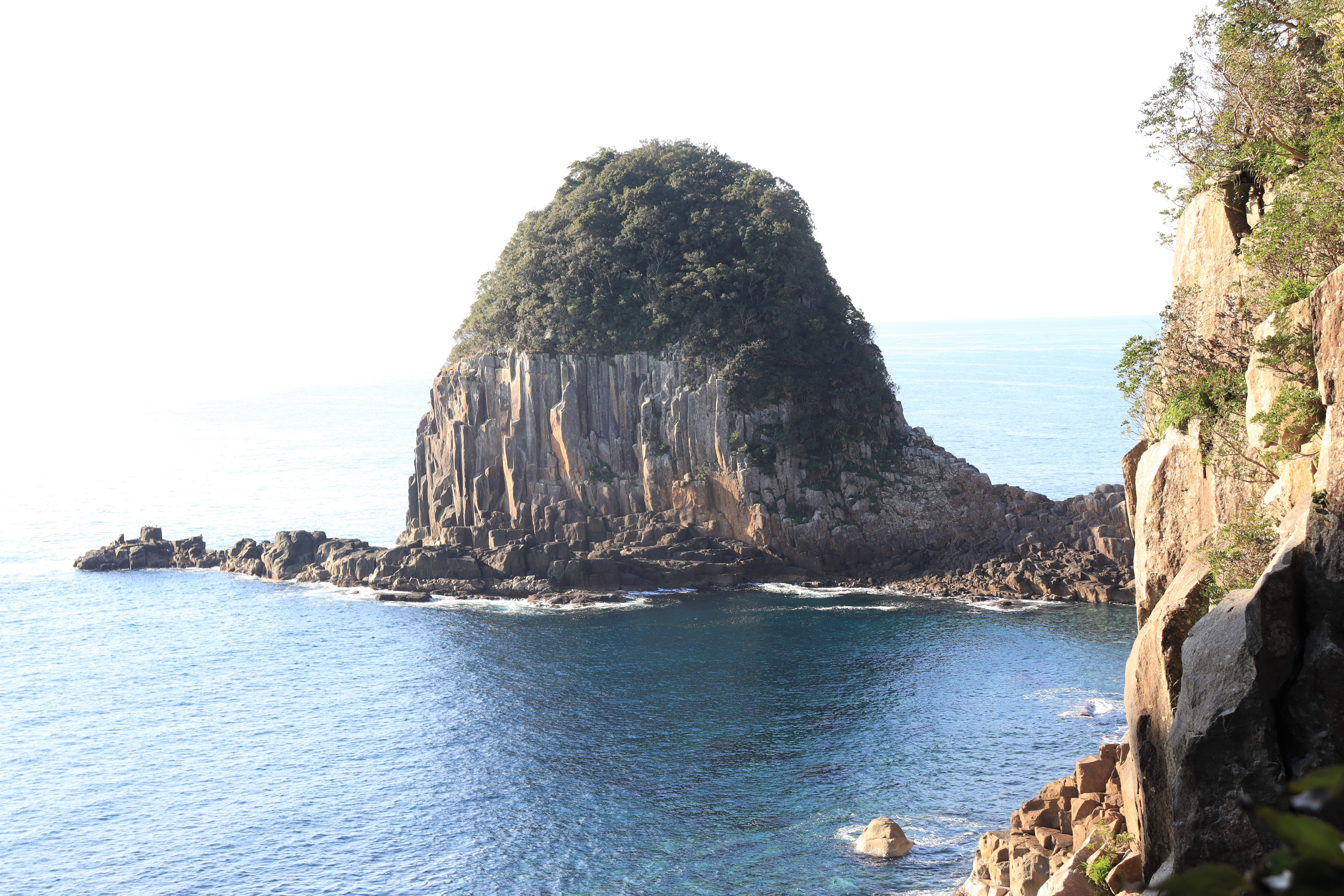
北側から望む楯ヶ崎

1937年（昭和12年）8月20日に三重県の名勝及び天然記念物に指定された。洋上から海食洞など楯ヶ崎の景観を眺めるための遊覧船が運航されている。

## 交通

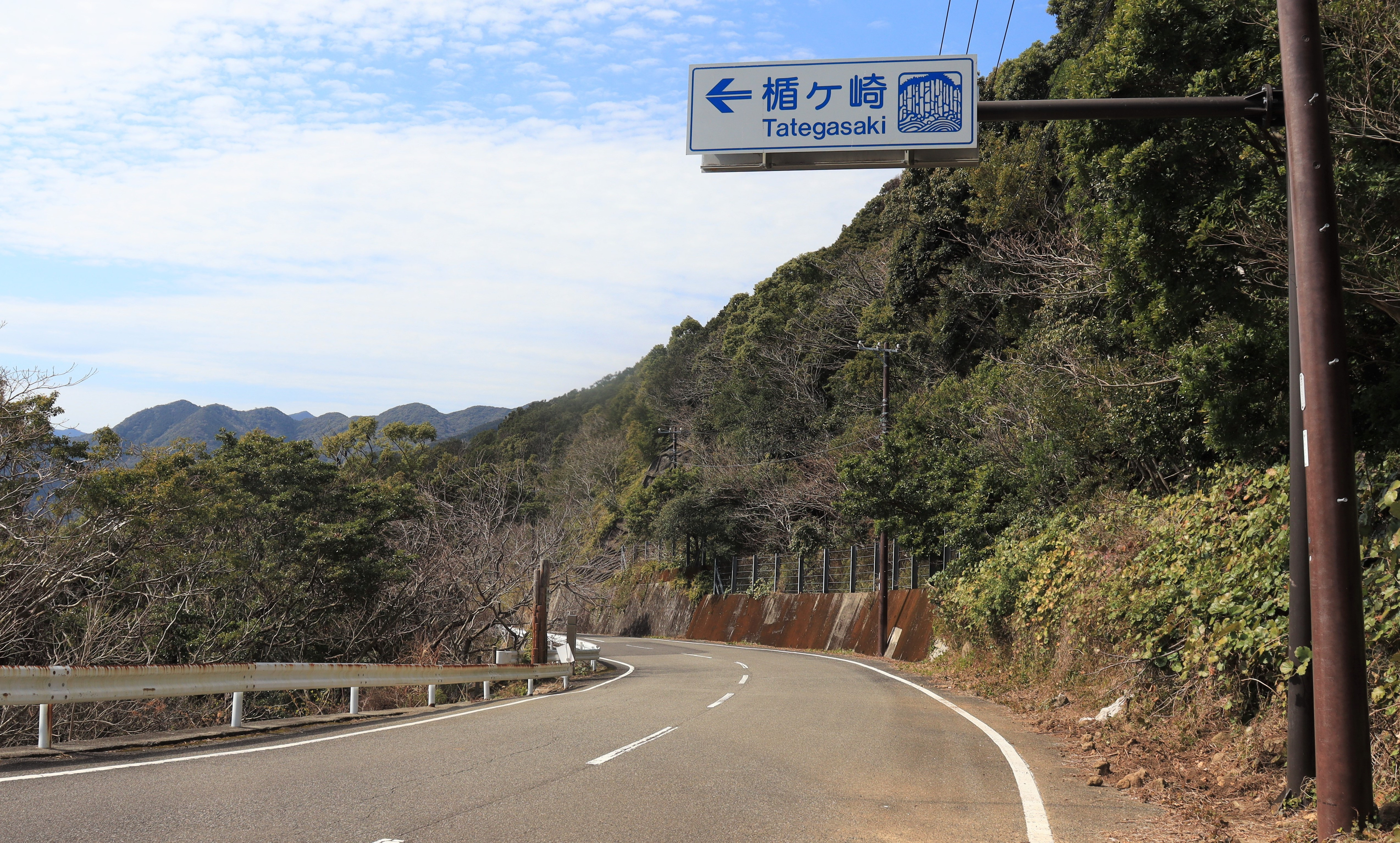
国道311号沿いにある楯ヶ崎の遊歩道入口、熊野市甫母町にて

- JR東海紀勢本線二木島駅から国道311号を須野町方面へ車で約15分